# ザック・バーディ
ザカリー・M・バーディ（Zachary M. Burdi, 1995年3月9日 - ）は、アメリカ合衆国イリノイ州デュページ郡ダウナーズグローブ出身のプロ野球選手（投手）。右投右打。現在は、フリーエージェント（FA）。
実兄は同じくメジャーリーガー（投手）のニック・バーディ。

## 経歴

### プロ入りとホワイトソックス時代
2016年のMLBドラフト1巡目追補（全体26位）でシカゴ・ホワイトソックスから指名され、プロ入り。契約後、傘下のルーキー級アリゾナリーグ・ホワイトソックスでプロデビュー。A+級ウィンストン・セイラム・ダッシュ、AA級バーミングハム・バロンズ、AAA級シャーロット・ナイツでもプレーし、4球団合計で26試合に登板して1勝0敗1セーブ、防御率3.32、51奪三振を記録した。
2017年はAAA級シャーロットでプレーし、29試合に登板して0勝4敗7セーブ、防御率4.05、51奪三振を記録した。なお、7月にはトミー・ジョン手術を受けている。
2018年はルーキー級アリゾナリーグ・ホワイトソックスでプレーし、7試合（先発1試合）に登板して0勝1敗、防御率2.84、7奪三振を記録した。オフにはアリゾナ・フォールリーグに参加し、グレンデール・デザートドッグスに所属した。
2019年はA級カナポリス・インティミディターズとAA級バーミングハムでプレーし、2球団合計で20試合に登板して1勝4敗3セーブ、防御率6.75、30奪三振を記録した。オフの11月20日にルール・ファイブ・ドラフトでの流出を防ぐために40人枠入りした。
2020年8月8日にメジャー初昇格を果たし、同日のクリーブランド・インディアンス戦でメジャーデビュー。この年メジャーでは8試合に登板して0勝1敗、防御率11.05、11奪三振を記録した。
2021年8月16日にDFAとなった。

### オリオールズ時代
2021年8月18日にウェイバー公示を経てボルチモア・オリオールズへ移籍した。オリオールズでは1試合の登板にとどまった。

### ナショナルズ傘下時代
2021年10月14日にウェイバー公示を経てアリゾナ・ダイヤモンドバックスへ移籍したが、2022年3月14日に自由契約となった。
その後、4月21日にワシントン・ナショナルズとマイナー契約を結んだ。オフにFAとなった。

### レイズ時代
2023年1月18日にタンパベイ・レイズとマイナー契約を結んだ。開幕は傘下AAA級ダーラム・ブルズで迎え、4月26日にメジャー契約を結んでアクティブ・ロースター入りした。5月3日にDFAとなるも、同月17日に再びアクティブ・ロースターに登録された。しかし、24日に再びDFAとなった。

### ドジャース傘下時代
2023年5月26日にウェイバー公示を経て、ロサンゼルス・ドジャースに移籍し、翌27日に傘下のAAA級オクラホマシティ・ドジャースに配属された。レギュラーシーズン終了後の10月13日にFAとなった。

## 投球スタイル
2016年にはプロ入り後2試合目の公式戦登板で速球の球速102mph（約164.2km/h）を叩き出している。翌2017年にトミー・ジョン手術を受けたが、2年後の2019年には90mph台後半を計測するまで回復している。

## 詳細情報

### 年度別投手成績
| 年 度    | 球 団    | 登 板 | 先 発 | 完 投 | 完 封 | 無 四 球 | 勝 利 | 敗 戦 | セ 丨 ブ | ホ 丨 ル ド | 勝 率 | 打 者 | 投 球 回 | 被 安 打 | 被 本 塁 打 | 与 四 球 | 敬 遠 | 与 死 球 | 奪 三 振 | 暴 投 | ボ 丨 ク | 失 点 | 自 責 点 | 防 御 率 | W H I P |
| -------- | -------- | ----- | ----- | ----- | ----- | -------- | ----- | ----- | -------- | ----------- | ----- | ----- | -------- | -------- | ----------- | -------- | ----- | -------- | -------- | ----- | -------- | ----- | -------- | -------- | ------- |
| 2020     | CWS      | 8     | 0     | 0     | 0     | 0        | 0     | 1     | 0        | 1           | .000  | 37    | 7.1      | 11       | 4           | 3        | 0     | 0        | 11       | 1     | 0        | 11    | 9        | 11.05    | 1.91    |
| 2021     | CWS      | 6     | 0     | 0     | 0     | 0        | 0     | 0     | 0        | 0           | ----  | 45    | 9.0      | 13       | 3           | 4        | 0     | 2        | 6        | 0     | 0        | 7     | 6        | 6.00     | 1.89    |
| 2021     | BAL      | 1     | 0     | 0     | 0     | 0        | 0     | 0     | 0        | 0           | ----  | 4     | 1.0      | 0        | 0           | 1        | 0     | 0        | 1        | 0     | 0        | 0     | 0        | 0.00     | 1.00    |
| '21計    | BAL      | 7     | 0     | 0     | 0     | 0        | 0     | 0     | 0        | 0           | ----  | 49    | 10.0     | 13       | 3           | 5        | 0     | 2        | 7        | 0     | 0        | 7     | 6        | 5.40     | 1.80    |
| 2023     | TB       | 3     | 0     | 0     | 0     | 0        | 0     | 0     | 0        | 0           | ----  | 20    | 4.0      | 6        | 0           | 2        | 0     | 0        | 5        | 2     | 0        | 6     | 5        | 11.25    | 2.00    |
| MLB：3年 | MLB：3年 | 18    | 0     | 0     | 0     | 0        | 0     | 1     | 0        | 1           | .000  | 106   | 21.1     | 30       | 7           | 10       | 0     | 2        | 23       | 3     | 0        | 24    | 20       | 8.44     | 1.88    |

- 2023年度シーズン終了時

### 年度別守備成績
| 年 度 | 球 団 | 投手（P） | 投手（P） | 投手（P） | 投手（P） | 投手（P） | 投手（P） |
| 年 度 | 球 団 | 試 合     | 刺 殺     | 補 殺     | 失 策     | 併 殺     | 守 備 率  |
| ----- | ----- | --------- | --------- | --------- | --------- | --------- | --------- |
| 2020  | CWS   | 8         | 0         | 1         | 0         | 0         | 1.000     |
| 2021  | CWS   | 6         | 0         | 1         | 0         | 0         | 1.000     |
| 2021  | BAL   | 1         | 0         | 0         | 0         | 0         | ----      |
| '21計 | BAL   | 7         | 0         | 1         | 0         | 0         | 1.000     |
| MLB   | MLB   | 15        | 0         | 2         | 0         | 0         | 1.000     |

- 2021年度シーズン終了時

### 背番号
- 62（2020年 - 2021年8月15日）
- 71（2021年9月6日）
- 70（2023年）